# 위럴 도시 자치구

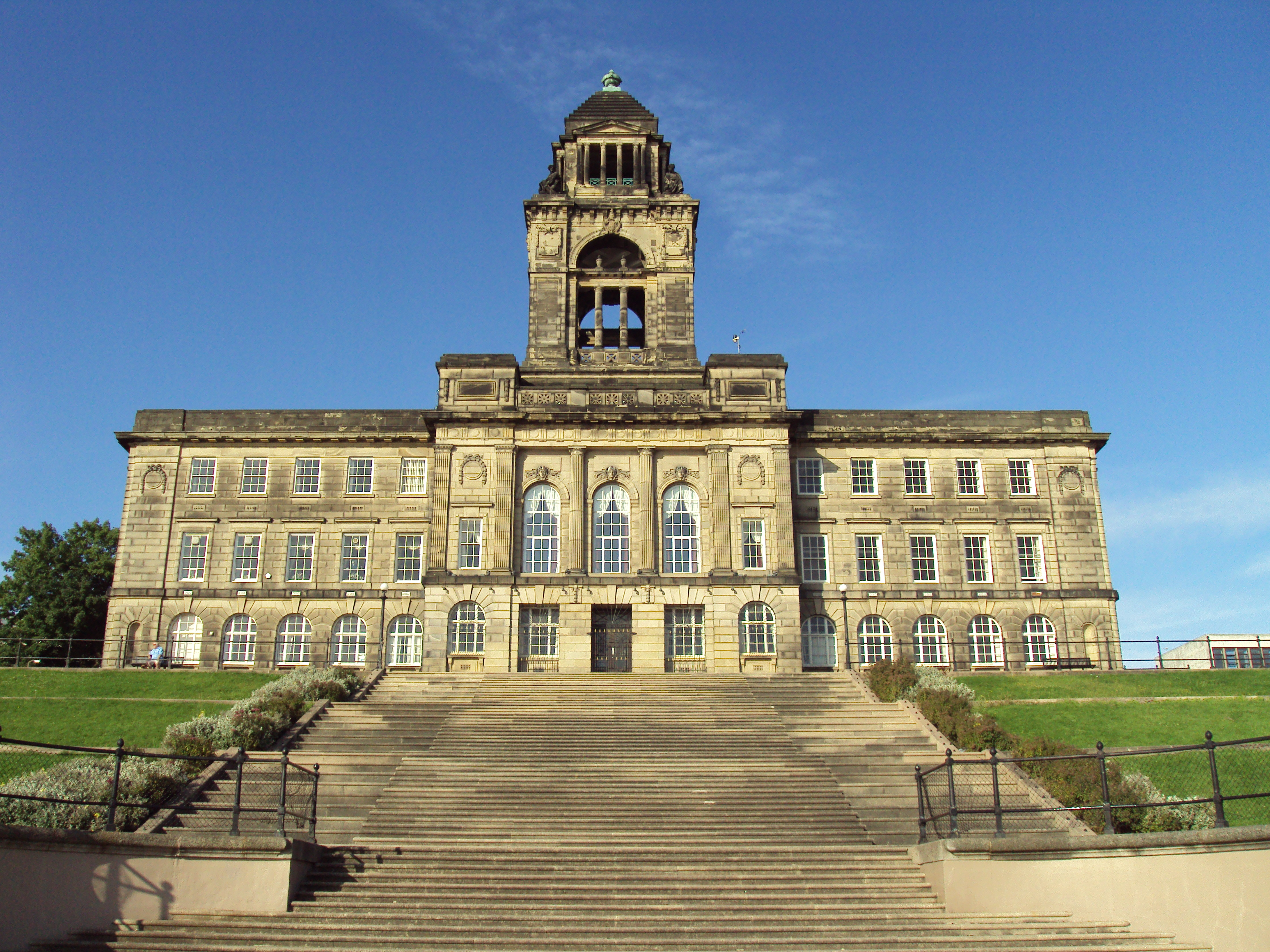
월러시 시청

위럴 도시 자치구의 위치

위럴 도시 자치구(영어: Metropolitan Borough of Wirral)는 잉글랜드 머지사이드주에 위치한 도시 자치구로 중심 도시는 월러시이며 면적은 157.0km2, 인구는 320,914명(2014년 기준), 인구 밀도는 2,043명/km2이다.

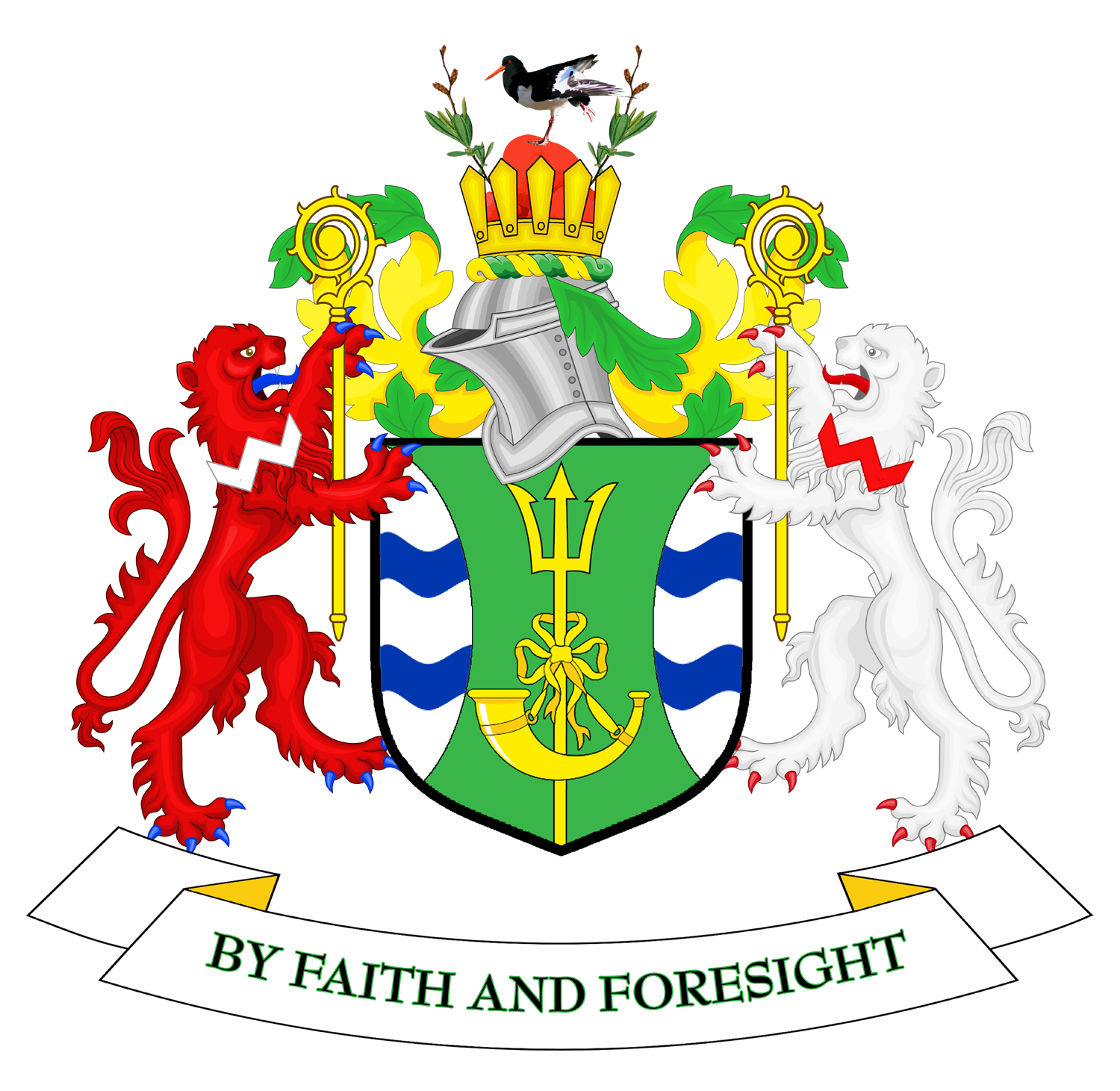
시 문장